# José Pedraza
José Pedraza, född 19 september 1937 i La Mojonera i Michoacán de Ocampo, död 25 maj 1998 i Mexico City, var en mexikansk friidrottare.
Pedraza blev olympisk silvermedaljör på 20 kilometer gång vid sommarspelen 1968 i Mexico City.